# Подови (Травник)
Подови је насељено место у Босни и Херцеговини у општини Травник. Административно припада Федерацији Босне и Херцеговине, односно њеном Средњобосанском кантону. Према попису становништва из 2013. у насељу је било 1.174 становника, а већинску популацију чинили су Бошњаци.

## Становништво
По последњем службеном попису становништва из 2013. године у овом насељу живело је 1.174 становника, а село је било етнички хетерогено са већинском бошњачком популацијом.
| Националност | 2013. | 1991.        | 1981.        | 1971.        |
| Бошњаци      | —     | 847 (81,52%) | 666 (79,57%) | 531 (81,57%) |
| Хрвати       | —     | 175 (16,84%) | 159 (19,00%) | 120 (18,43%) |
| Југословени  | —     | 0            | 8 (0,96%)    | 0            |
| остали       | —     | 17 (1,64%)   | 4 (0,48%)    | 0            |
| Укупно       | 1.174 | 1.039        | 837          | 651          |